# Trond Håkon Trondsen
Trond Håkon Trondsen (4 d'agost de 1994) és un ciclista noruec, professional des del 2013. En el seu palmarès destaca la Scandinavian Race Uppsala.

## Palmarès
- 2016
  - 1r al Gran Premi Ringerike
- 2018
  - 1r a la Scandinavian Race Uppsala
- 2019
  - 1r al Sundvolden GP
  - Vencedor d'una etapa al Tour de Normandia
- 2020
  - 1r a la Gylne Gutuer